# Der Minderjährige W.

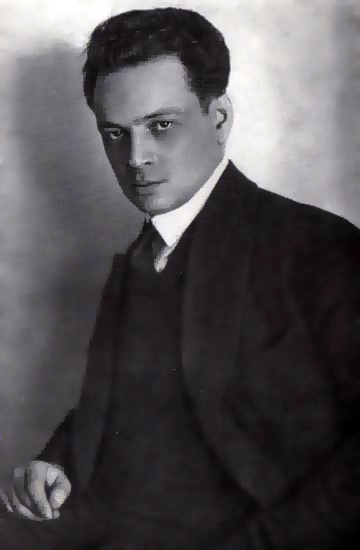
Juri Tynjanow

Der Minderjährige W. (russisch Малолетный Витушишников,  Maloletny Wituschischnikow) ist eine historische Novelle des sowjetischen Schriftstellers Juri Tynjanow, die 1933 im Heft 7 der Leningrader Zeitschrift Literaturny sowremennik erschien.

## Entstehung
Tynjanow geht von einer Anekdote aus dem Leben Nikolaus’ I. aus. Nach dieser soll der Herrscher ein in die Newa gefallenes junges Mädchen und einen Minderjährigen, der beim Rettungsversuch ebenfalls am Ertrinken gewesen war, höchstselbst aus den Fluten gerettet haben. Der Autor stellt der rührseligen Begebenheit eine zwar nicht belegte, doch glaubhaftere Version entgegen: Der liebedienerische Faddei Bulgarin modelt das Versagen des Zaren beim aussichtslosen Kampf gegen Alkoholmissbrauch in seinem Blatt Nördliche Biene zugunsten des Imperators um. In der Nähe des Geschehens – am Häuschen der Stadtwache – erinnere eine Tafel an die Geschichtsklitterung. In goldenen Lettern werde daran erinnert, wie Nikolaus I. ein Mädchen vor dem Tode des Ertrinkens errettet habe.

## Inhalt
Sankt Petersburg im Winter in den 1840ern: Der Zar ist mit sich ziemlich zufrieden. Er hat seine Mätresse Fräulein Warwara Arkadjewna Nelidowa geschwängert und ist überzeugt, dass das Kind ein Junge werden wird. Auch sonst beschäftigt sich der Herrscher gern mit Kleinigkeiten. Seine Spezialität sind Inspektionen kreuz und quer durch seine Newa-Metropole. Auf einer dieser unangekündigten Fahrten – allein mit dem Kutscher auf der Petersburger Seite unterwegs – fällt das Auge Nikolaus’ I. auf zwei Soldaten der Leibgarde des Jägerregiments, die verbotenerweise eine Schankwirtschaft in Newanähe betreten. Den Gesetzesbrechern gelingt die Flucht. Ein vorbeikommender 15-jähriger Knabe, wohnhaft auf der Wassiljewski-Insel – der titelgebende Minderjährige Wituschischnikow – hilft dem Herrscher unaufgefordert bei der Verfolgung der zwei Flüchtigen. Der Zar lässt den Besitzer der Kneipe, den Winnizaer Griechen Konaki, jetzt Branntweinsteuerpächter auf der Großen Morskaja-Straße, einkerkern und dessen Steuereinkünfte sperren. Das läuft auf eine Kraftprobe mit dem Griechen Kommerzienrat Rodokanaki, Hauptsteuerpächter in Petersburg, hinaus, die Nikolaus I. verliert. Der Privatmann Rodokanaki lässt der Nelidowa zweihunderttausend Rubel mit der mündlichen Bitte um Gnade für den einsitzenden Landsmann Konaki überreichen. Das ratlose schwangere Fräulein berät sich mit dem beim Herrscher in Ungnade gefallenen Generaladjutanten Graf Pjotr Andrejewitsch Kleinmichel, oberster Chef des Ressorts Straßenbau und öffentliche Verkehrswege. Dieser rät: Konaki sollte man unbedingt freilassen, sonst passiert ein Unglück. Der Zar gehorcht seiner Mätresse. Jener junge Wituschischnikow, der Nikolaus I. während der Verfolgung an der Newa nicht von der Seite gewichen war, bekommt für seinen alten Vater und sich ein sauberes Häuschen auf der Krestowski-Insel geschenkt und wird später ein „flotter Offizier“ des 5. Apscheronsker Regiments, der in den amtlichen Listen stets als der „Minderjährige“ geführt wird.

## Nebendinge
Nikolaus I. kommuniziert mit seiner Mätresse und auch nebenher mit den Ministern über den elektromagnetischen Telegrafenapparat.
In der kaiserlichen Bürokratie wird der Dienstweg eingehalten. Auf solchen Wegen porträtiert Tynjanow aus der Beamtenschar in der Mitte des 19. Jahrhunderts unter anderen den Chef der Gendarmerie Graf Alexej Fjodorowitsch Orlow sowie den Finanzminister Geheimrat Wrontschenko.
Mehrfach fällt ein Schimpfwort: In Abwesenheit des anderen nennt der eine hohe Beamte seinen ebenfalls hochrangigen Widerpart zumeist „Rindvieh“.
Zudem werden Martin Luther, Friedrich Wilhelm IV., Arthur Wellesley, Wassili Lewaschow, Wiktor Panin, Michail Murawjow-Wilenski, Marija Naryschkina, die Kammerjungfer Marja Perekussichina, der Leibarzt Mandt, Karl Brüllow, Kleinmichels Vertreter Destrem, Konstantin Thon, Robert Fulton, Wrontschenkos Vorgänger Georg Cancrin, Fjodor Bruni, Wladimir Sollogub, Wladimir Benediktow, Giacomo Meyerbeer, Warwara Assenkowa, Marie Taglioni, Ann Radcliffe und Pierre Rode erwähnt.

## Rezeption
- 1970, Krempien: In der „bissigen Satire“ werde ein beschränkter, „eitler und pedantischer Monarch“ inmitten seines erbötigen Hofes vorgeführt.[3]
- 1975, Mierau[4] nimmt die Novelle als Fingerübung Tynjanows zwischen seinen beiden Romanen Küchelbecker und Puschkin.
- 1977, Lewin macht zwei Anmerkungen – die eine zum Mechanismus der russischen Bürokratie im 18. und 19. Jahrhundert[5] und die andere zum Charakter der Authentizität von Tynjanows historischer Novellistik[6].

### Verwendete Ausgabe
- Der Minderjährige W. Aus dem Russischen von Hartmut Herboth. S. 205–279 in Juri Tynjanow: Sekondeleutnant Saber. Die Wachsperson. Der Minderjährige W. Mit einem Nachwort von Herbert Krempien. 292 Seiten. Verlag Kultur und Fortschritt, Berlin 1970 (1. Aufl.)

### Sekundärliteratur
- Fritz Mierau (Hrsg.): Juri Tynjanow: Der Affe und die Glocke. Erzählungen. Drama. Essays. 624 Seiten. Verlag Volk und Welt, Berlin 1975 (1. Aufl.)
- Wladimir Lewin: Wissenschaftler und Künstler, S. 358–382 in Juri Tynjanow: Wilhelm Küchelbecker, Dichter und Rebell. Ein historischer Roman. Aus dem Russischen von Maria Einstein. 400 Seiten. Verlag Volk und Welt, Berlin 1977 (2. Aufl.)